# Fraxinus caroliniana
Fraxinus caroliniana — вид квіткових рослин з родини маслинових (Oleaceae).

## Опис

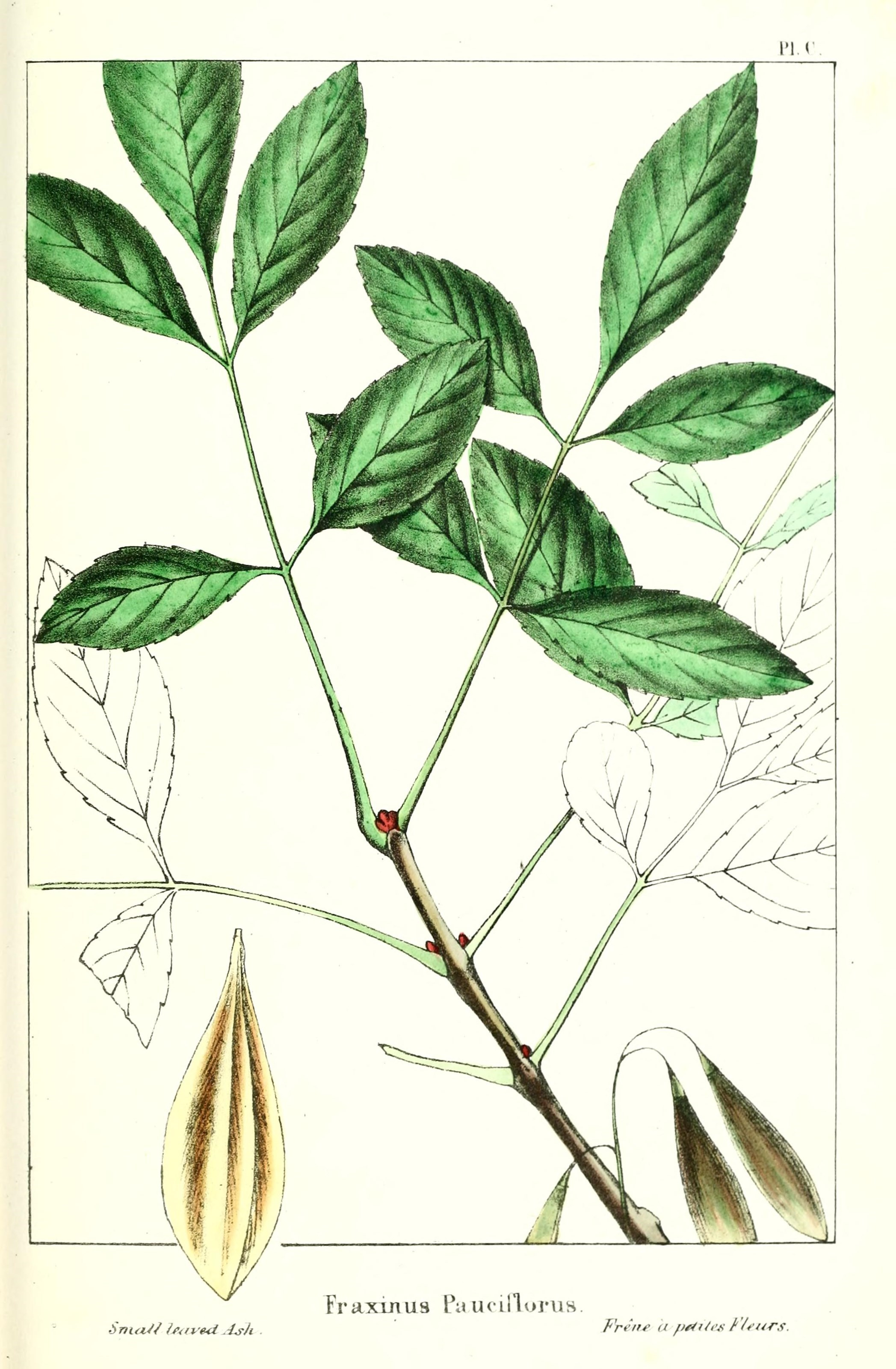
ілюстрація

Це дерево середнього розміру, зазвичай виростає до 9 м, іноді до 18 м і більше. Часто розвивається кілька стовбурів. Листки перисті супротивні, 18–30 завдовжки, листочків 5–7, від яйцеподібної до довгастої форми, великопилчасті чи цілісні, 7–15 × 5–7 см. Плід — крилатка. Як і інші види в Melioides Fraxinus caroliniana є дводомним видом, із чоловічими та жіночими квітками на різних особинах.

## Поширення
Зростає в Північній Америці: Куба, США (Вірджинія, Техас, Південна Кароліна, Північна Кароліна, Міссісіпі, Луїзіана, Джорджія, Флорида, Арканзас, Алабама).
Зустрічається в заболочених місцях, болотах, низинах і берегах річок на південному сході США та в двох провінціях на Кубі. Іноді він повністю занурений під воду. Насіння їдять водоплавні птахи, які також використовують дерево для ночівлі.

## Використання
Деревина легка і слабка, тому не використовується в комерційних цілях. Іноді деревину можна використовувати як паливо чи целюлозу. Вид зрідка використовується в садівництві.